# Ворошнін Павло Володимирович
Павло Володимирович Ворошнін (рос. Павел Владимирович Ворошнин; 23 березня 1984, м. Челябінськ, СРСР) — російський хокеїст, захисник. Виступає за «Сокіл» (Красноярськ) у Вищій хокейній лізі. 
Вихованець хокейної школи «Трактор» (Челябінськ). Виступав за: «Трактор» (Челябінськ), «Міссісога АйсДогс» (ОХЛ), «Оуен-Саунд Аттак» (ОХЛ), «Металург» (Сєров), «Лада» (Тольятті), «Хімік» (Митищі), «Хімік» (Воскресенськ), ХК «Дмитров», «Рубін» (Тюмень), «Югра» (Ханти-Мансійськ), «Мечел» (Челябінськ), «Крила Рад» (Москва).